# Ravish Kumar
Ravish Kumar (né le 12 mai 1974 à Motihari) est un présentateur de nouvelles, journaliste et écrivain indien qui couvre des sujets relatifs à la politique et la société indiennes. Il a été le rédacteur en chef principal de NDTV Inde, le canal de nouvelles en hindi de la NDTV, réseau de nouvelles et qui accueille un certain nombre de programmes, notamment les émissions phares de la chaîne en prime time, Hum Log et Ravish Ki Report.
Lors des élections législatives indiennes de 2014, il a fait de nombreuses interviews sur le terrain dans plusieurs États nord-indiens sur les opinions et les besoins des habitants en soulignant les aspects de la vie rurale et péri-urbaine, qui sont rarement présents à la télévision.

## Enfance et éducation
Ravish est né le 12 mai 1974 dans le village de Motihari, District du Champaran oriental, Bihar en Inde. Il y grandit et y fait ses études. Il étudie à l'école secondaire Loyola de Patna, et déménage ensuite à Delhi pour ses études supérieures. Il est diplômé de l'Université de Delhi et a reçu un diplôme d'études supérieures en journalisme de l'Institut indien de communication de masse.

## Récompenses
Il a reçu le prestigieux Ganesh Shankar Vidyarthi pour « Hindi journalisme et Creative Littérature » en 2010 par le Président de l'Inde (décerné en 2014).
Il a été récompensé par le Ramnath Goenka Excellence in Journalism Award du journaliste de l'année 2013. Il a également remporté Indian news television award en 2014 de Meilleur présentateur de nouvelles en hindi.
En 2019, il reçoit le Ramon Magsaysay Award,.

## Fin de carrière
Il a reçu des menaces de mort en 2018,, et a été poussé à quitter son poste à la chaîne NDTV en 2022,. Depuis il a créé sa propre chaîne d'information sur YouTube.